# Murarka (rzeźba)

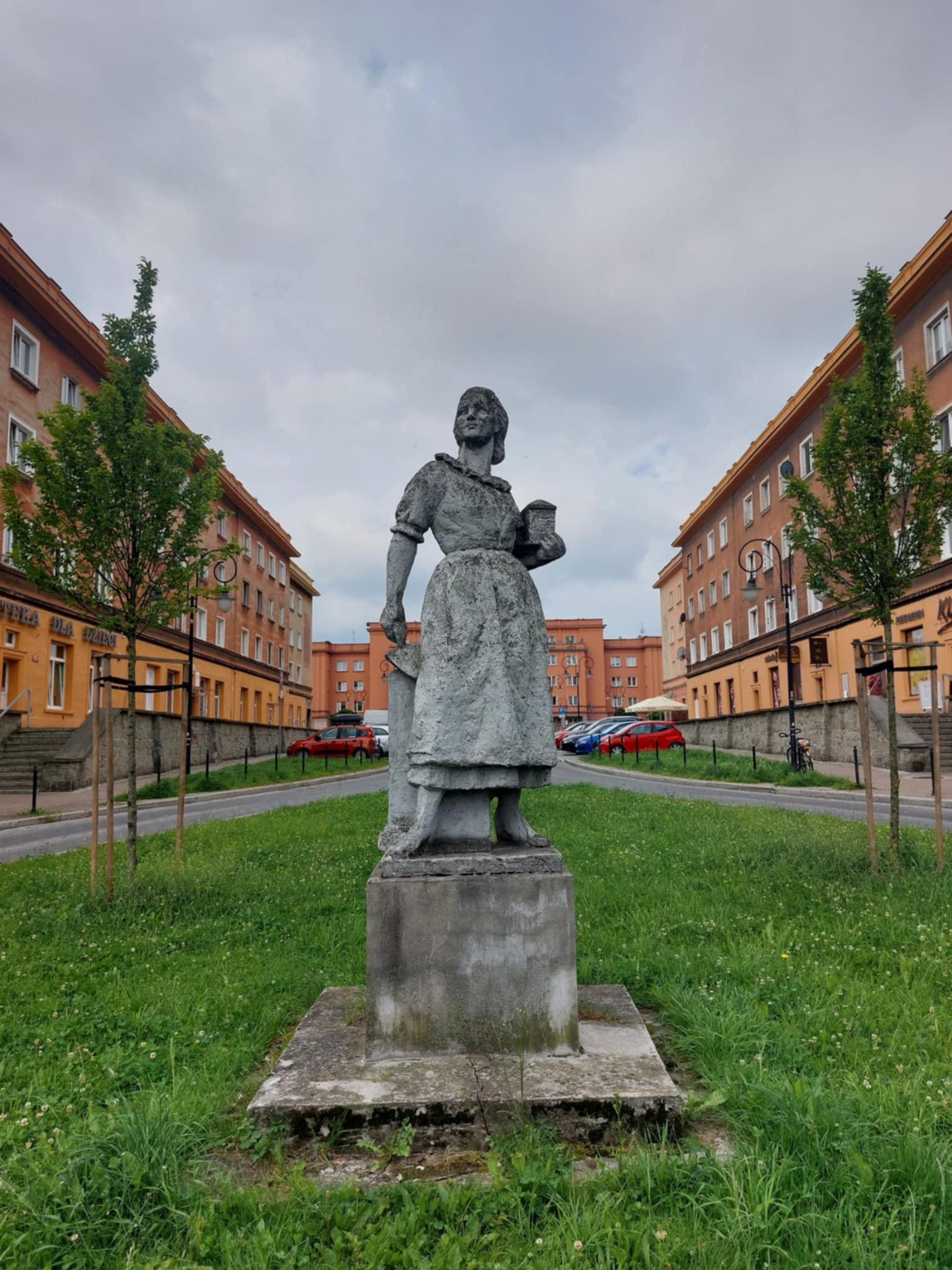
Murarka widziana od ulicy Andersa, w tle Plac Świętej Anny

Murarka – socrealistyczna rzeźba w Tychach autorstwa Stanisława Marcinowa, znajdująca się na Osiedlu A w Tychach. Powstała w latach 50. XX wieku jako symboliczne ujęcie kobiety przodowniczki pracy w duchu ideologii realizmu socjalistycznego. Stanowi jeden z najbardziej rozpoznawalnych przykładów rzeźby propagandowej z tego okresu na Górnym Śląsku.

## Lokalizacja i kontekst urbanistyczny
Rzeźba została umieszczona na głównej osi Osiedla A, wybudowanego w latach 1951–1956 jako część socjalistycznego projektu Nowych Tychów. W tle znajduje się dawny Dom Kultury im. Józefa Stalina (później Wincentego Pstrowskiego), który wraz z rzeźbą tworzył monumentalną kompozycję przestrzenną, charakterystyczną dla ówczesnej architektury.

## Opis rzeźby
Postać kobiety została przedstawiona w codziennym roboczym stroju: prostej sukni z fartuchem, co podkreślało jej chłopsko-robotnicze pochodzenie. W lewej ręce trzyma model budynku mieszkalnego, w prawej kielnię – symbol pracy fizycznej. Materiałem wykorzystanym do wykonania rzeźby był beton z domieszkami imitującymi kamień. Początkowo figura była pokryta metalizującą powłoką imitującą brąz, którą z czasem utraciła.

## Symbolika
„Murarka” jest przykładem zastosowania ikonografii sakralnej w służbie świeckiej ideologii. Inspirowana była postacią św. Jadwigi Śląskiej, która na przedstawieniach sakralnych niosła model kościoła. Rzeźbiarz dokonał reinterpretacji – kobieta niosąca budynek miała reprezentować nowe, socjalistyczne społeczeństwo, a dar (budynek) był owocem kolektywnej pracy.

## Twórca
Autorem rzeźby był Stanisław Marcinów – absolwent uczelni artystycznych we Lwowie i Krakowie, działający na Górnym Śląsku od 1945 roku. W ramach dekorowania Osiedla A stworzył również inne realizacje, m.in. rzeźby górnika, hutnika oraz matki z dzieckiem inspirowane ikonografią Madonny z Dzieciątkiem.

## Recepcja i kopia
Po odwilży 1956 roku socrealizm został skrytykowany i odrzucony, jednak „Murarka” pozostała na swoim miejscu i została „oswojona” przez mieszkańców. Przez pewien czas błędnie identyfikowano ją jako pomnik Hanny Adamczewskiej-Wejchert – projektantki Nowych Tychów.
W 2017 roku artysta Łukasz Surowiec wykonał kopię rzeźby z żywicy epoksydowej w ramach projektu „Tychy – przeszłość – dziś. Sztuka dla lepszego życia”, realizowanego przez Muzeum Miejskie w Tychach. Kopia została ustawiona w Katowickiej Specjalnej Strefie Ekonomicznej, stając się symbolem przemian gospodarczych – od socjalizmu do kapitalizmu.

## Galeria

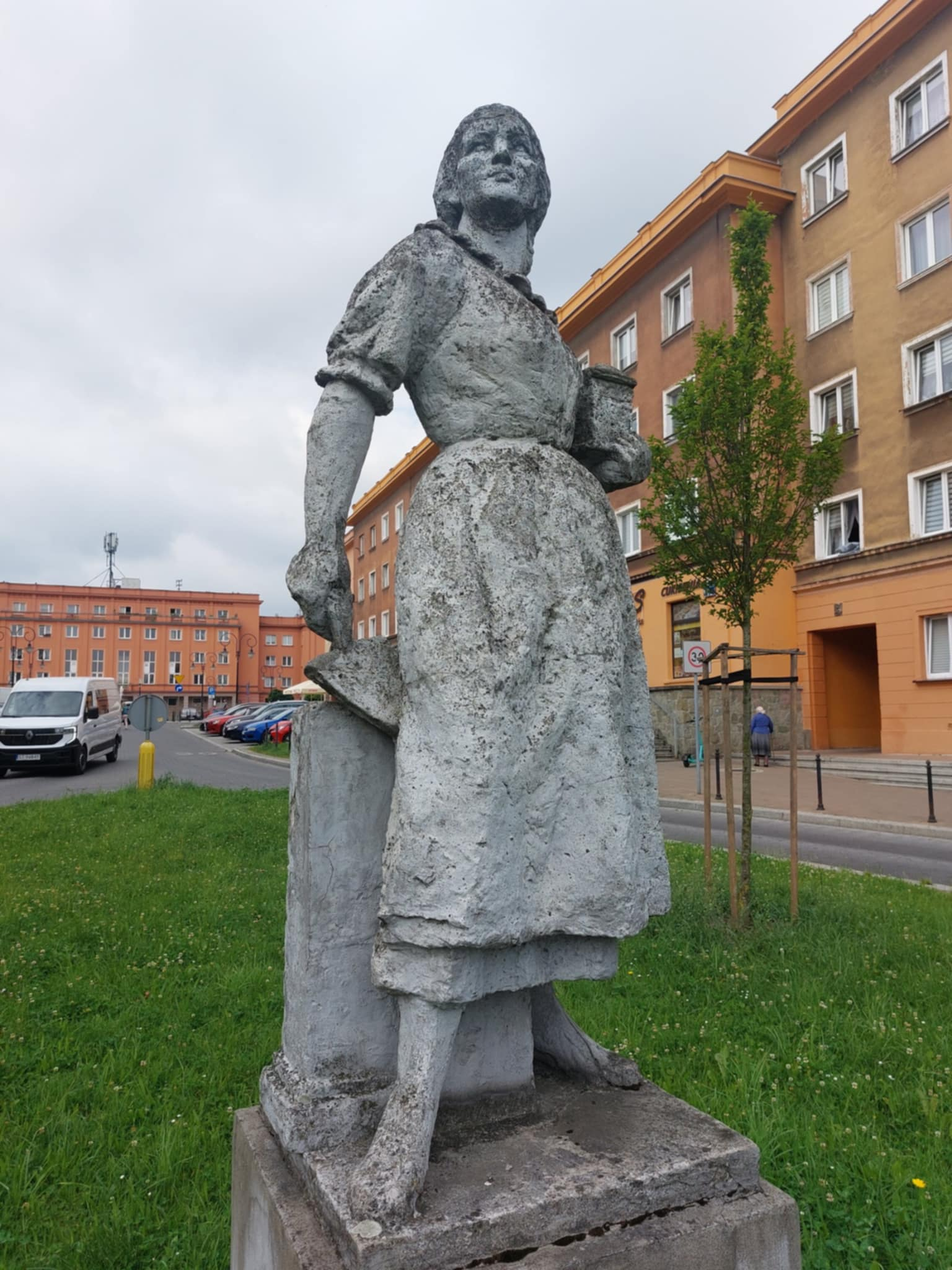
Początkowo figura była pokryta metalizującą powłoką imitującą brąz, którą z czasem utraciła.
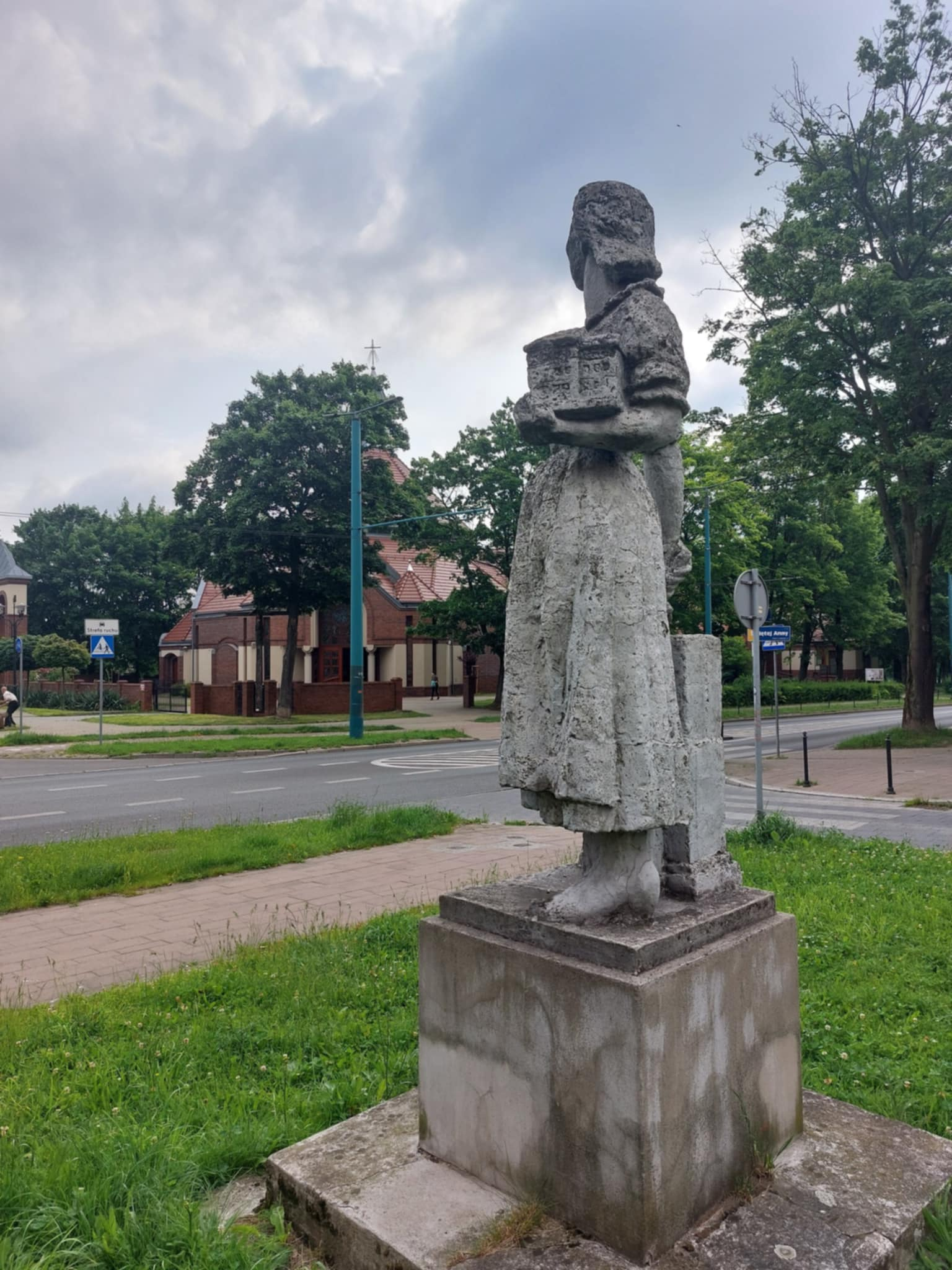
Murarka patrząca na kościół Miłosierdzia Bożego